# جن (فیلم ۲۰۱۳)
جن (انگلیسی: Djinn) فیلمی فراطبیعی در سبک ترسناک به کارگردانی توبی هوپر است که در سال ۲۰۱۳ منتشر شد.